# 石油河

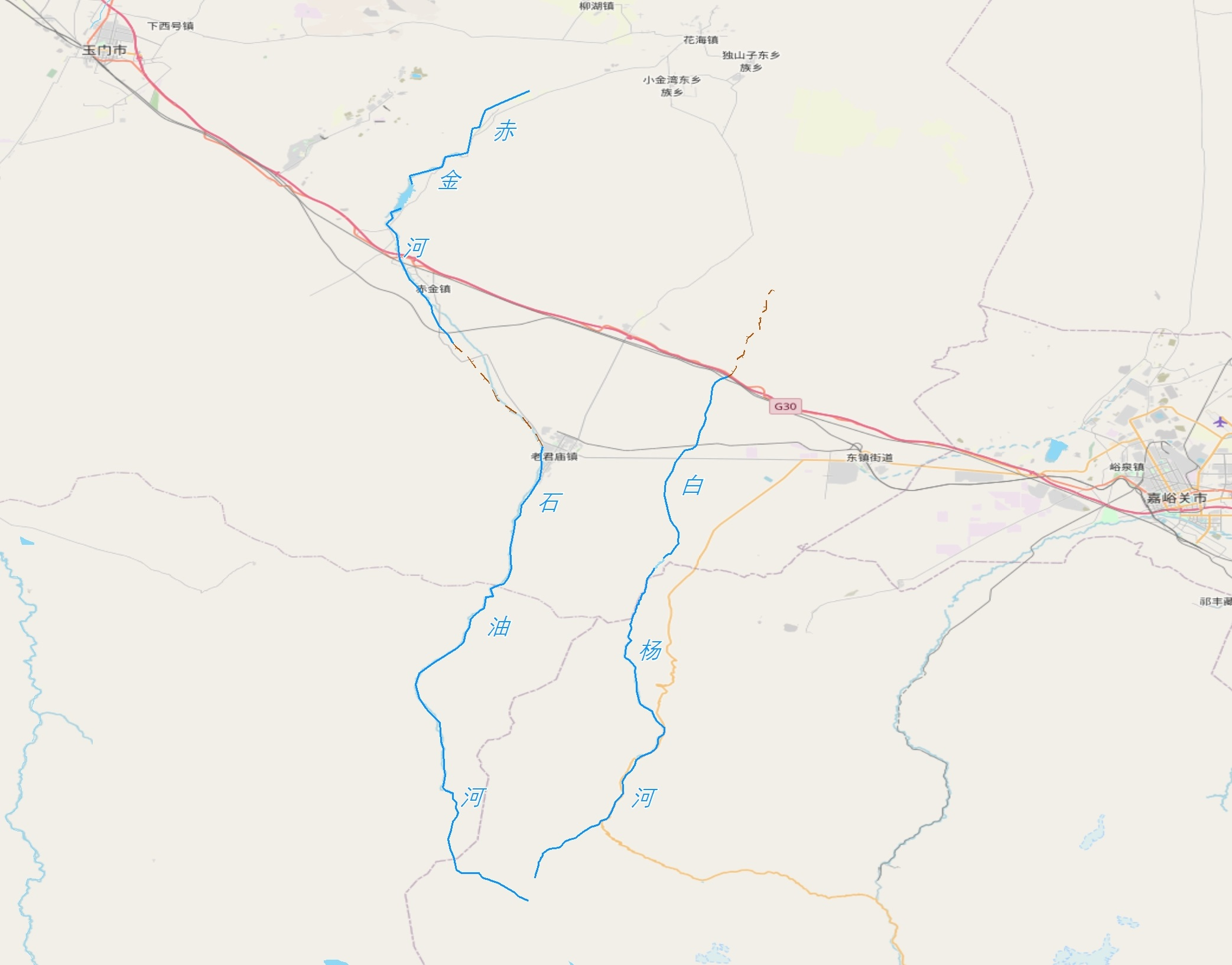
石油河与白杨河示意图

石油河，位于中华人民共和国甘肃省西北部的一条河流，属于疏勒河水系。发源于肃南裕固族自治县与肃北蒙古族自治县交界地区的分水梁山、石油河脑和刃岗沟脑一带，蜿蜒向北流经肃北县石包城乡东部，于玉门市老君庙镇转西北流，经赤金镇（以下也称赤金河）后注入赤金峡水库，出库后逐渐转东北流，经天津卫、花海灌区最后入北石河子干海子。全长190千米，流域面积656平方千米，年均径流量0.27亿立方米。天津卫以下基本无明显径流。
2020年酒泉市人民政府公布的市级河湖管理范围划定成果中，酒泉市内石油河河道管理范围自酒泉市肃北县与张掖市肃南县分界线起，至玉门市境内花海镇公地漫滩止，河道中心线长174.62公里。